# Bauernhaus Kiensee 2

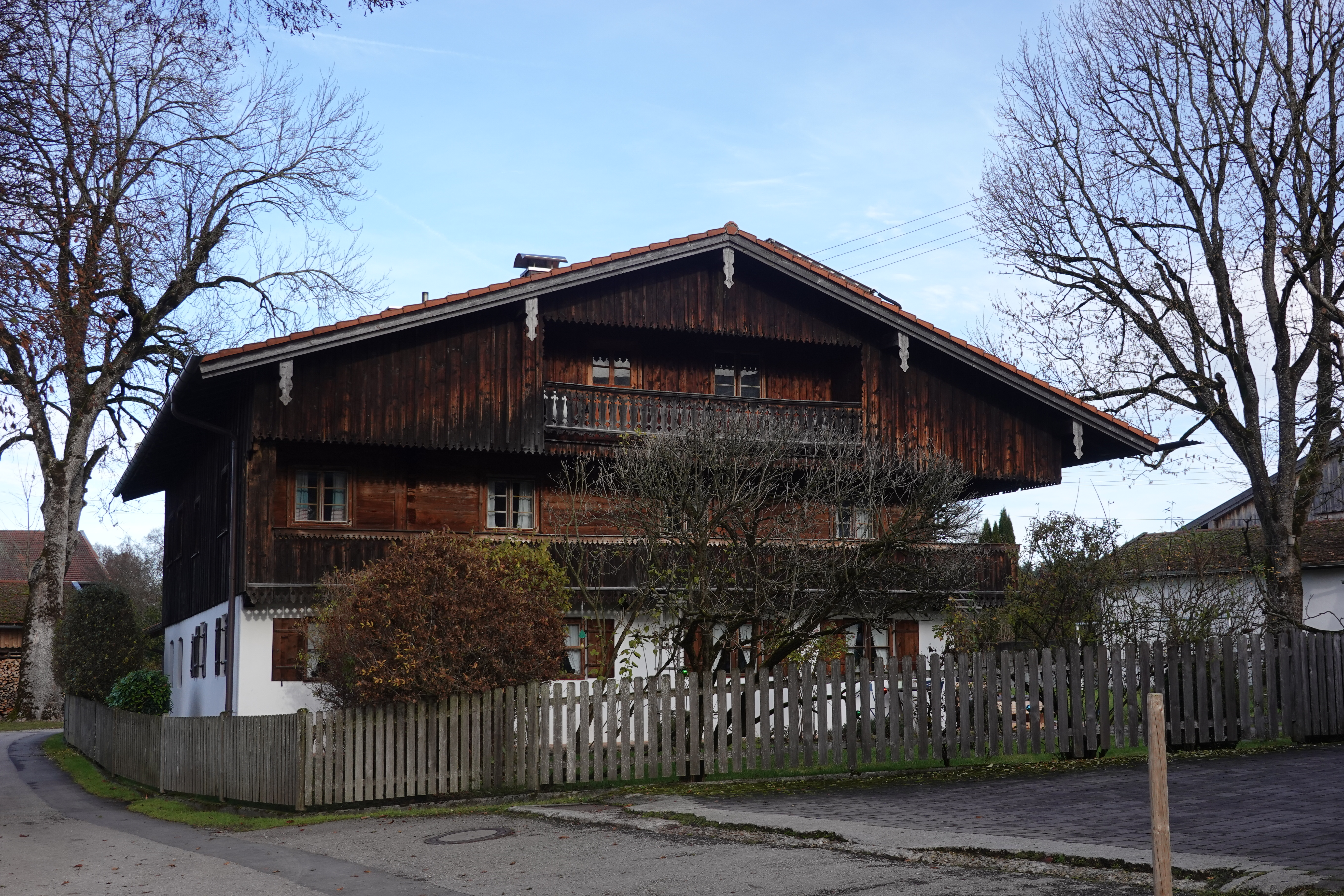
Bauernhaus Kiensee 2

Das Bauernhaus Kiensee 2 in Kiensee, einem Gemeindeteil von Bad Heilbrunn im oberbayerischen Landkreis Bad Tölz-Wolfratshausen, wurde in der ersten Hälfte des 18. Jahrhunderts errichtet. Das Wohnhaus ist ein geschütztes Baudenkmal.
Das ehemalige Kleinbauernhaus ist ein Flachsatteldachbau mit Blockbau-Obergeschoss, einem Kniestock und zweiseitiger Laube. Es hat eine teilverschalte Giebellaube.